# Réincarnations II: Embraced by the Moonlight
Réincarnations II: Embraced by the Moonlight (ボクを包む月の光　－ぼく地球(タマ)　次世代編, Boku wo Tsutsumu Tsuki no Hikari) est un manga de Saki Hiwatari, suite de Réincarnations: Please Save My Earth. Il est prépublié entre 2005 et 2014 dans le magazine Bessatsu Hana to yume de l'éditeur Hakusensha, et quatorze tomes sont sortis au 19 septembre 2014. La version française est éditée par Tonkam depuis septembre 2006.
Le manga introduit les personnages de Ren, le fils de Rin et Alice, et de Kachiko, la fille de Mikuro.

## Synopsis
Rin, Alice et leurs amis se retrouvent tous les ans pour se souvenir de ce qui les a réunis. Ren, le fils de Alice et Rin, et Kachiko, la fille de Mikuro, sont eux aussi devenu amis. Ren n'a pas hérité du pouvoir de ses parents, mais à la suite d'un incident il va rentrer en contact avec les fantômes de Shion et Mokuren. Désormais il fera tout pour connaitre leur histoire...

## Les personnages
Ren Kobayashi (小林蓮, Kobayashi Ren)
Le fils de Rin et Alice. Il a 7 ans (le même âge que Rin au début de PSME). Il ne possède apparemment aucun pouvoir particulier et ne va plus à l'école. En effet, il y est surnommé "Ren le menteur" depuis qu'il a raconté que son père pouvait voler et que sa mère faisait fleurir les cerisiers rien qu'en chantant (ce qui est pourtant la vérité). À la suite d'un incident avec un fantôme, il va voir apparaître ceux qu'il appelle ses "anges gardiens" (et qui sont en réalité Shion et Mokuren). Dès lors, il va chercher à tout prix à savoir qui ils sont.
Kachiko Yakushimaru (薬師丸日路子, Yakushimaru Kachiko)
La fille de Mikuro. Elle est plus âgée que Ren de 3 mois. Elle ne connaît pas sa mère mais possède comme Mikuro le pouvoir de téléportation. Elle voit également les fantômes et les esprits. Mikuro travaillant aux États-Unis (dans la fameuse société EPIA évoquée dans "Le Jeu du hasard"), elle le voit très rarement et en souffre beaucoup.
Rin Kobayashi (小林輪, Kobayashi Rin)
Le petit garçon de PSME a maintenant 23 ans. Il travaille en tant que compositeur. Il a conservé ses pouvoirs mais semble s'être totalement détaché de l'emprise de Shion.
Alice Sakaguchi (坂口亜梨子, Sakaguchi Arisu)
Elle est devenue chanteuse. Elle aussi semble s'être détachée de Mokuren.
Haruhiko Kasama (笠間春彦, Kasama Haruhiko)
Il est devenu écrivain. Il a perdu tous ses pouvoirs. Il voit souvent Ren et est devenu un ami très proche de Rin et Alice, même si l'on sent parfois qu'il a encore des sentiments pour Alice et qu'il semble envieux de Rin.
Mikuro Yakushimaru (薬師丸未来路, Yakushimaru Mikuro)
Il travaille donc aux États-Unis et ne rentre que peu au Japon ce qui rend sa fille très seule.
Jinpachi Ogura (小椋迅八, Ogura Jinpachi), Issei Nishikiyori (錦織一成, Nishikiyori Issei), Sakura Nishikiyori (錦織桜, Nishikiyori Sakura), Daisuke Dobashi (土橋大介, Dobashi Daisuke)
Jinpachi est devenu professeur d'archéologie, Issei et Sakura se sont mariés, Sakura est femme au foyer tandis que Issei est coiffeur. Quant à Daisuke, il est devenu professeur de linguistique. Ils se retrouvent tous avec Rin, Alice et Haruhiko une fois par an.
Tsubasa / Cappucino / Capu tsun
Un camarade de Ren. On le surnomme Cappucino parce qu'il en boit tous les matins en allant à l'école. Il va devenir le premier ami de Ren.
Shion (紫苑) et Mokuren (木蓮)
Ils apparaissent en tant qu'esprits protecteurs de Ren qu'ils considèrent comme leur propre enfant. Ils vont d'ailleurs chacun à leur tout posséder Ren. Rin subira également l'influence de Shion dans le dernier chapitre du volume 1.
Hesuke Mokoyama (聟山ヘースケ, Mokoyama Hesuke)
Le professeur de Ren, Kachiko et Tsubasa. À la suite de la demande de Ren, il va organiser une "école de magie". Un chapitre nous informera que le fantôme d'une de ses anciennes camarades de classe hante toujours l'école...
Nobuyuki Tsujido (辻堂信幸, Tsujido Nobuyuki)
Un camarade de classe de Ren. Il a été le premier à l'avoir appelé « Ren le menteur » un peu par jalousie car on apprend qu'il n'a pas de père. Il va finir par se réconcilier avec Ren et devenir un autre de ses amis. Il semble avoir un petit faible pour Kachiko.
Madoka
La petite sœur de Rin et donc la tante de Ren. Elle a 13 ans de moins que Rin. C'est une surdouée de la musique qui en plus a la particularité de se souvenir du temps où elle était encore dans le ventre de sa mère. Elle a fait une fugue à 3 ans (!!).
Soul McVee
Un esper qui travaille à l'Epia. Venu au Japon pour voir Kachiko, on apprend qu'il est marié à la mère de la fillette. Il a la faculté de modifier la façon dont les gens le voient (il apparaît comme un enfant aux yeux de Ren et Kachiko). Grâce à son pouvoir, il va montrer à Kachiko le visage de sa mère. Il ne s'entend pas du tout avec Mikuro.
Hajime Sakaguchi (坂口はじめ, Sakaguchi Hajime)
Le petit frère d'Alice. Il n'aime toujours pas Rin et a du mal à accepter le mariage de sa sœur avec ce dernier.
Hya (ヒァー)
Un chaton recueilli par Ren et qui va être à l'origine d'un conflit entre le petit garçon et son père à cause du souvenir de Razlo et Kya dans l'enfance de Shion.